# Sakaguchia dacryoidea
Sakaguchia dacryoidea är en svampart som först beskrevs av Fell, I.L. Hunter & Tallman, och fick sitt nu gällande namn av Y. Yamada, K. Maeda & Mikata 1994. Sakaguchia dacryoidea ingår i släktet Sakaguchia, klassen Cystobasidiomycetes, divisionen basidiesvampar och riket svampar.   Inga underarter finns listade i Catalogue of Life.